# یانان ۲۶۹۳
سیارک ۲۶۹۳ (به انگلیسی: 2693 Yan'an، نامگذاری:1977VM1) دو هزار و ششصد و نود و سومین سیارک کشف شده‌است که در ۳ نوامبر ۱۹۷۷ کشف شد.
قدر مطلق سیارک برابر ۱۳٫۳۰ است.